# Герасимова Юлія Анатоліївна
Юлія Анатоліївна Герасимова (15 вересня 1989, Одеса, Українська РСР, СРСР) — українська волейболістка, центральна блокуюча. Захищала кольори національної збірної. Учасниця трьох чемпіонатів Європи.

## Із біографії
Вихованка одеської дитячо-юнацької спортивної школи № 8 (перший тренер — Ірина Іщук). У складі южненського «Хіміка» п'ять разів перемагала в національній першості і грала у півфіналі континентального Кубка виклику (2014/15). Після одного сезону в запорізькій «Орбіті» виступала упродовж п'яти років у турецьких клубах.
Наприкінці 2021 року уклала контракт із «Прометеєм» з Дніпропетровської області. Дебютувала у складі клубу 17 грудня в матчі чемпіонату України проти дніпровської «Аланти» (3:1).
18 січня 2022 року «Прометей» грав у четвертому турі Ліги чемпіонів проти польського «Девелопреса». Під час однієї з технічних перерв Юлія Герасимова з лави запасних намагалася підбадюрити своїх партнерок і її танок став популярним у соціальних мережах. Зокрема, у TikTokу цей сюжет набрав понад 30 млн переглядів (станом на 10.02.2022)..
У червні 2022 року поповнила склад польського клубу «Ролескі» (Тарнів), який переміг у першій лізі і повернувся до найсильнішого дивізіону.
У складі національної збірної стала переможницею Євроліги 2017 року. Учасниця трьох чемпіонатів Європи.
Станом на серпень 2024 року працює тренером у спортивній школі «Natke Volleyball» (Калгарі), яку створила українка Наталія Кліменова. Також там тренують дітей Денис Фомін, Юлія Пархоменко і Павло Ляшенко.

## Клуби
| Роки      | Команди                |
| --------- | ---------------------- |
| 2004—2015 | «Хімік» (Южне)         |
| 2015—2016 | «Орбіта» (Запоріжжя)   |
| 2016—2018 | ТЕД (Анкара)           |
| 2018—2022 | «Карайолларі» (Анкара) |
| 2021—2022 | «Прометей»             |
| 2022—2023 | «Ролескі» (Тарнів)     |
| 2022—2023 | «Рапід» (Бухарест)     |

## Досягнення
- Переможець Євроліги (1): 2017
- Чемпіон України (6): 2011, 2012, 2013, 2014, 2015, 2022
- Володар кубка України (3): 2014, 2015, 2022

## Статистика
В єврокубках:
| Сезон   | Клуб               | Турнір         | Ігри | Сети | Очки | Ср.  | Примітки |
| ------- | ------------------ | -------------- | ---- | ---- | ---- | ---- | -------- |
| 2010/11 | «Хімік» (Южне)     | Кубок виклику  | 6    |      |      | ,    | [ 10 ]   |
| 2011/12 | «Хімік» (Южне)     | Кубок ЄКВ      |      |      |      | ,    |          |
|         | «Хімік» (Южне)     | Кубок виклику  |      |      |      | ,    |          |
| 2012/13 | «Хімік» (Южне)     | Кубок ЄКВ      |      |      |      | ,    | [ 11 ]   |
|         | «Хімік» (Южне)     | Кубок виклику  | 2    | 8    | 13   | 1,62 |          |
| 2013/14 | «Хімік» (Южне)     | Кубок ЄКВ      | 4    |      |      | ,    | [ 12 ]   |
| 2014/15 | «Хімік» (Южне)     | Кубок ЄКВ      | 2    |      |      | ,    | [ 13 ]   |
|         | «Хімік» (Южне)     | Кубок виклику  | 3    | 3    | 6    | 2    |          |
| 2021/22 | СК «Прометей»      | Ліга чемпіонів | 2    | 2    | 0    | 0    |          |
| 2022/23 | «Рапід» (Бухарест) | Кубок виклику  | 1    | 6    | 12   | 2    |          |

У збірній:
| Рік    | Турнір           | Ігри | Сети | Очки | Ср.  | Місце | Примітки |
| ------ | ---------------- | ---- | ---- | ---- | ---- | ----- | -------- |
| 2017   | Золота євроліга  | 9    | 22   | 43   | 1,95 | 1     |          |
|        | Чемпіонат Європи | 0    | 0    | 0    | 0    |       |          |
| 2018   | Золота євроліга  | 4    | 8    | 12   | 1,33 |       |          |
| 2019   | Чемпіонат Європи | 5    | 18   | 18   | 1    |       |          |
| 2021   | Чемпіонат Європи | 5    | 14   | 22   | 1,57 |       |          |
| Всього | Всього           | 23   | 62   | 95   | 1,53 |       |          |